# Malacacheta (ort)
Malacacheta är en ort i Brasilien.   Den ligger i kommunen Malacacheta och delstaten Minas Gerais, i den sydöstra delen av landet, 700 km öster om huvudstaden Brasília. Malacacheta ligger 683 meter över havet och antalet invånare är 8 819.
Terrängen runt Malacacheta är huvudsakligen kuperad, men den allra närmaste omgivningen är platt. Runt Malacacheta är det ganska glesbefolkat, med 39 invånare per kvadratkilometer..
Omgivningarna runt Malacacheta är huvudsakligen savann.